# Hypersypnoides formosensis
Hypersypnoides formosensis là một loài bướm đêm trong họ Noctuidae.

## Hình ảnh

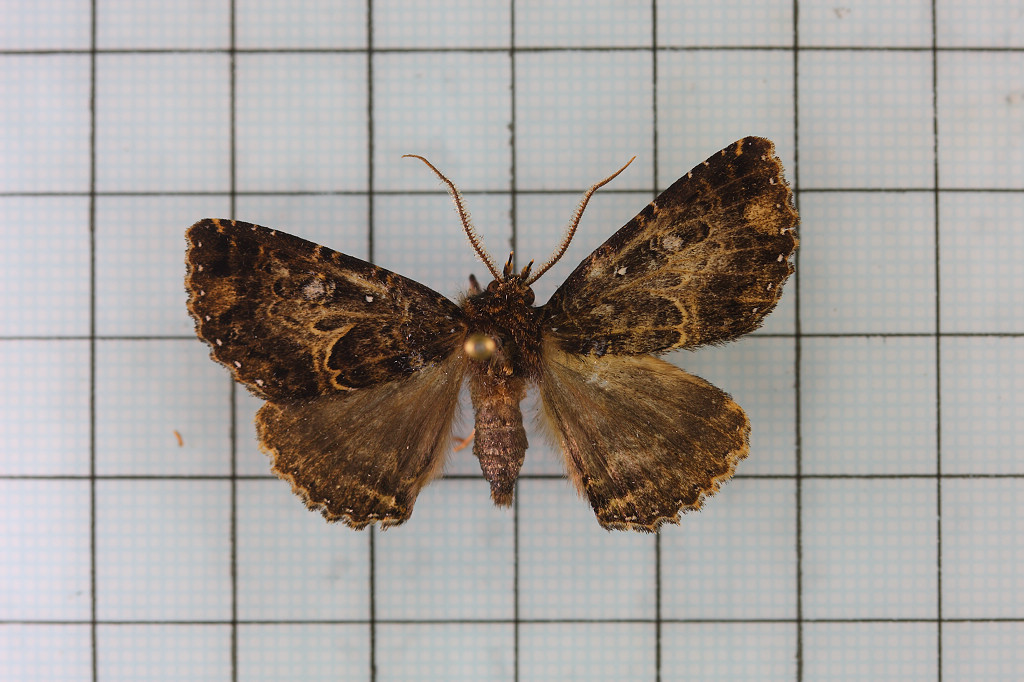